# Hans Pesser
Hans Pesser (7 de novembro de 1911 – 12 de agosto de 1986) foi um futebolista austríaca que competiu na Copa do Mundo FIFA de 1938 pela Alemanha, que meses antes havia anexado a Áustria.